# Eldagsen (Petershagen)
Eldagsen ist ein Stadtteil von Petershagen im Kreis Minden-Lübbecke in Ostwestfalen.

## Geographie
Er liegt nördlich des Forstes Heisterholz und der Ösper. Im Süden und Osten grenzt Eldagsen an den Stadtteil Kernstadt, im Norden an den Stadtteil Ovenstädt und den Landkreis Nienburg und im Westen an den Stadtteil Maaslingen.
Neben dem Ortskern entlang der Dorfstraße gibt es nach Norden einige weitere Siedlungen in der Heide, außerdem das Neubaugebiet Osterhope.
Eldagsen liegt am Radwanderweg Mühlenroute und am Fernradweg Weserradweg.

## Geschichte
Eldagsen gehörte bis zu den Napoleonischen Kriegen zur Vogtei Hofmeister im Amt Petershagen des Fürstentums Minden. Von 1807 bis 1810 gehörte der Ort zum Kanton Petershagen des napoleonischen Satellitenstaats Königreich Westphalen. Von 1811 bis 1813 gehörte Eldagsen unmittelbar zu Frankreich und dort zur Mairie (Bürgermeisterei) Petershagen im Arrondissement Minden des Departements der Oberen Ems. Der Ort fiel 1813 wieder an Preußen und kam 1816 zum neuen Kreis Minden. Im Kreis Minden gehörte Eldagsen zum Amt Petershagen. Bevor die Gemeinde bei der kommunalen Neugliederung am 1. Januar 1973 Teil der Stadt Petershagen wurde, hatte sie eine Fläche von 5,55 km² sowie 817 Einwohner (31. Dezember 1972). Eldagsen hatte am 31. Dezember 2008 1110 Einwohner.

## Politik
Die Belange der Bevölkerung von Eldagsen werden gegenüber Rat und Verwaltung der Stadt Petershagen seit 1973 durch einen Ortsvorsteher vertreten, der aufgrund des Wahlergebnisses vom Rat der Stadt Petershagen gewählt wird. 
Helma Owczarski ist Ortsbürgermeisterin.

## Wirtschaft und Infrastruktur
Eldagsen besitzt eine eigene Grundschule am westlichen Ortsrand und eine Reithalle. Geschäfte, Post und Banken haben sich mit der Zeit weitgehend in die Kernstadt von Petershagen verlegt.
Die Kulturgemeinschaft Eldagsen versucht, die Termine der zahlreichen Eldagser Vereine zu koordinieren.